# 공현진역
공현진역(公峴津驛)은 동해북부선의 폐역된 역이다.

## 같이 보기
- 동해북부선